# Drob
Le drob, plus connu en France sous le nom de « tarte d'agneau », est un plat traditionnel roumain et moldave élaboré avec les viscères d’agneau préparés en utilisant les organes de l’agneau sacrifié pour Pâques, bouillis dans de l’eau salée et ensuite hachés ensemble avec parfois une tranche de pain mouillé dans du lait. On ajoute deux œufs crus, une cuillère de crème fraîche, du sel et du poivre, du persil, du fenouil et des oignons verts hachés et on mélange tout. On cuit le mets pendant une demi-heure sur un plateau enduit d’huile, enveloppé dans une feuille fine de pâte ou une crépine. Le plat se sert froid, en tranches, avec des oignons verts et des radis,.
Le drob est un des plats servis pour le repas de Pâques.